# 宇宙気流
『宇宙気流』（うちゅうきりゅう、The Currents of Space）は、1952年に発表されたアイザック・アシモフのSF小説。初訳時の題名は『遊星フロリナの悲劇』。

## 概要
「ファウンデーションシリーズ」に繋がる小説群の1つ。『暗黒星雲のかなたに』や『宇宙の小石』と共に、ファウンデーション宇宙史の一部であるアシモフの銀河帝国シリーズ（トランター物）に位置づけられている。アシモフの架空史の中では、銀河帝国となるトランター帝国が勢力を増して、他の星間国家群を飲み込んで行く時代にフォーカスしている。
この作品の背景をベースデザインとして、眉村卓が発表した「司政官シリーズ」の一作『消滅の光輪』は、第7回泉鏡花文学賞および第10回星雲賞を受賞している。

## あらすじ
物語の舞台となるのは、銀河系内にある惑星「フロリナ」。この惑星で栽培される特産の繊維「カート」は宇宙服の材料や高価なドレスに使われるなど、同量の金より価値の高い、宇宙全体にとっても極めて重要な農産物であった。惑星「サーク」からフロリナを支配するために来ている貴族らは、無数の柱で支えられた地上30フィート(約10メートル)の高みにひろがる上層都市に住み、何不自由ない生活をしていた。その一方で、下層に住むフロリナ人の農奴たちは、サーク人貴族の支配下で最低限の生活水準を甘受しつつカートの生産を強いられている。惑星フロリナでしか生産できない高価で貴重な繊維カートのおかげで、母星サークに君臨する五大貴族は、たった5名だけで全銀河系の富を独占している。
その銀河系の至宝カートを産出するフロリナが消滅する、という衝撃的な情報を発信した空間分析家が現れた。空間分析家とは、宇宙空間に漂う原子や分子、飛び交う宇宙線などを分析する仕事をしている者たちである。このために、サークの五大貴族は大騒ぎしかける。だが、その空間分析家の男はサークへの情報送信ののち、突如として宇宙空間から姿をくらませてしまう。
その頃、惑星フロリナにおいて、最下層のカーストに属する一人暮らしの娘ヴァローナが、町はずれの掘割のそばに捨てられていた白痴の男を発見し、地元の司政官テレンスの指示により預かることになる。彼女は、男をリックと名付けて世話をした。生活を共にするなかで、白痴同然だったリックは簡単な仕事を覚えて、徐々に過去の記憶を取り戻していく。ある日リックは「私は無を分析していたんだ」と叫んだ。ヴァローナは、彼が過去に高等教育を受けた非常に知性の高い人物であることに気づいた。実はリックこそ、フロリナの危機を伝えた空間分析家であり、何者かの手によって「神経衝撃針」をほどこされ、神経線維を焼き切られて白痴にされていたのだ。そしてリックは地球人だった。
リックが惑星フロリナの危機に関する詳細な情報を掴んでいることが明らかになったことにより、サークの五大貴族、覇権国家トランター、空間分析家の母体組織である宇宙空間分析局、それぞれの思惑と虚々実々の駆け引きが交錯する壮大なミステリーが展開する。謎解きの中心は、いったい誰が何の目的でフロリナの危機を予知した空間分析家リックに、神経衝撃針をほどこして白痴にしたかである。
紆余曲折の後、ついに身近なところにいた真犯人とその目的が判明。さらに他の惑星でもカートを生産できる目途がついたことを機に、リックが警告した重大な危機から逃れるため、フロリナ全住民の他惑星への移住が始まる。そして空間分析家の多くが、地球出身者であることの理由も分かる。しかし、カート貿易のおかげで巨万の富と銀河系での確固とした地位を得ていたサーク貴族は、弱体化せざるを得なくなり、以後はトランターの銀河制覇に抵抗できる勢力はいなくなってしまう。
なお、「サーク貴族は有色人種、フロリナ農奴は白色人種で構成されている」という、1952年の刊行当時としてはかなり衝撃的な人種設定がなされている。

## 主な登場人物
- リック - 空間分析家。前述のとおり記憶を失い、白痴同然であった。
- ヴァローナ - リックの世話をしている女性。
- テレンス - 司政官。リックを見守っている。
- ファイフ - カートで財を成している5大貴族のひとり。
- サミア - ファイフの娘。

## 書誌情報
- 『遊星フロリナの悲劇』（平井イサク訳、室町書房、世界空想科学小説全集） 1955年
- 『宇宙気流』（平井イサク訳、ハヤカワ・SF・シリーズ3030） 1962年3月
- 『宇宙気流』（平井イサク訳、早川書房、世界SF全集14） 1969年12月
- 『宇宙気流』（平井イサク訳、ハヤカワ文庫SF247） 1977年6月